# Hormese
Hormese of hormesis (Grieks: 'prikkeling') is in de toxicologie het fenomeen dat een stof die in hoge dosis schadelijk is voor een organisme, bij lage dosis positieve effecten kan hebben. In de biologie en geneeskunde wordt hormese gedefinieerd als een adaptieve reactie van cellen en organismen op matige stress.
Hormese is het gunstige effect van een adaptieve reactie van het organisme op een milde stressor. Voorbeelden waarbij dat het geval is, zijn chemische stoffen, lichamelijke belasting of psychische stress. Daarbij heeft milde stress via adaptatie en overcompensatie een gunstig effect op de afweer tegen die stressor en de conditie. Dit positieve effect heeft een optimum: bij minder stress neemt het positieve effect af terwijl te veel stress schade en functieverlies veroorzaakt.
Naar het schijnt is hormese een kenmerk van talloze medicijnen: bij de gebruikelijke dosis hebben ze een geneeskrachtig effect, bij overdosering treden de schadelijke (bij)werkingen op de voorgrond. Voor mineralen en sporenelementen geldt dat een lage dosis niet alleen gunstig maar zelfs essentieel is, terwijl een hoge dosis de gezondheid schade toebrengt.
Een omstreden voorbeeld is stralingshormese, het verschijnsel (volgens sommige studies) dat een jaarlijkse dosis ioniserende straling van ongeveer 100 millisievert een positief effect op de gezondheid lijkt te hebben. Tegenstanders van deze theorie menen dat ioniserende straling bij geen enkele dosis een netto positief effect heeft, of dat dat in elk geval niet opgaat bij mensen die extra gevoelig zijn, zoals jonge kinderen.

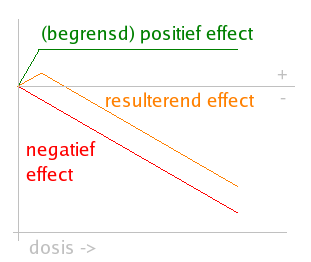
Een verklaring voor hormese: een begrensd positief effect bij lage dosis overschaduwd door een negatief effect bij hogere dosis

Het werkingsprincipe van hormese is niet altijd helemaal duidelijk. Vaak kan men denken aan twee geheel verschillende effecten die tegelijkertijd optreden: een positief effect dat al bij lage dosis optreedt en een negatief effect dat pas bij hoge dosis optreedt; in het geval van een hoge dosis worden de positieve effecten overschaduwd door de negatieve.

## Geschiedenis
De Duitse farmacoloog Hugo Schulz beschreef in 1877 als eerste het fenomeen van hormese nadat hij geconstateerd had dat vrijwel alle giftige stoffen in lage doses een stimulerend effect hebben op de groei van gist. Dit werd in verband gebracht met het werk van de Duitse arts Rudolph Arndt, die de effecten van lage doseringen geneesmiddelen op dieren bestudeerde. In 1888 formuleerde Arndt samen met Schulz het principe: "Voor elke stof geldt dat kleine doses stimuleren, matige doses remmen en grote doses doden.", die later de regel van Arndt-Schulz werd genoemd. Er bleken echter dusdanig veel uitzonderingen op deze regel te zijn, dat het niet meer als natuurwet beschouwd kon worden. Bovendien boette Arndt in de jaren twintig en dertig boette aan geloofwaardigheid in, doordat hij pleitbezorger werd van de homeopathie. De naar hem genoemde regel heeft inmiddels geen plaats meer in moderne farmacologische handboeken en is vervangen door de theorie van hormese. De term "hormese" werd voor het eerst gebruikt in een wetenschappelijke publicatie (Effects of extract of Western red-cedar heartwood on certain wood- decaying fungi in culture) in 1943 door Chester M. Southam en J. Ehrlich in het tijdschrift Phytopathology (33(6): 517–541).
Aan het einde van de 20e eeuw heeft Edward Calabrese het concept van hormese nieuw leven ingeblazen. Veel onderzoek en bewijsvoering voor het belang van hormese in de fysiologie werd gedaan door Mark Mattson, die cellulaire en moleculaire mechanismen ophelderde, waarlangs het zenuwstelsel adaptief reageert op milde bio-energetische stressoren zoals voedselonthouding en lichaamsbeweging. Cellen reageren op zulke stressoren door productie van neurale groeifactoren, DNA reparatie-eiwitten en antioxidantenzymen. Mattson stelde bijvoorbeeld dat de reden waarom groenten, fruit, thee en koffie de hersengezondheid kunnen verbeteren, is dat ze afweerstoffen bevatten die door de plant worden geproduceerd om zich te beschermen tegen vraat door insecten en andere organismen. Zulke fytochemische stoffen activeren hormetische mechanismen in hersencellen die de hersenfunctie verbeteren evenals de afweer van neuronen tegen beschadiging en mogelijk ook tegen degeneratieve aandoeningen als de ziekte van Alzheimer en de ziekte van Parkinson.

## Verwante begrippen
Andere begrippen die enigszins aan hormese doen denken, zijn gewenning of training. Het lichaam stelt zich in op een regelmatig terugkerende prikkel, zodat een zwaardere belasting beter wordt verdragen. Voorbeelden zijn gewenning aan kou en warmte en de beoefening van sport. Het verschil met hormese is dat de lage 'dosis' aanvankelijk hetzelfde effect heeft als een hoge: ook van sporten wordt men moe.
Vaccinatie is het toedienen een aanzienlijke dosis van een verzwakte ziekteverwekker, waarna het lichaam een antwoord heeft op een invasie van een onverzwakte ziekteverwekker van dezelfde soort. Hier is het verschil met hormese dat het hier twee verschillende middelen betreft, waarbij bovendien de dosis een ondergeschikte rol speelt.